# Sammy Kirongo
Sammy Kibet Kirongo (ur. 4 lutego 1994) – kenijski lekkoatleta specjalizujący się w biegach średnich.
W 2014 wszedł w skład kenijskiej sztafety 4 × 800 metrów, która zdobyła złoto IAAF World Relays 2014.
Rekordy życiowe: bieg na 800 metrów – 1:45,3h (26 kwietnia 2014, Nairobi); bieg na 1000 metrów – 2:20,67 (26 sierpnia 2013, Linz).

## Osiągnięcia
| Rok  | Impreza           | Miejsce | Konkurencja             | Lokata     | Wynik   |
| ---- | ----------------- | ------- | ----------------------- | ---------- | ------- |
| 2014 | IAAF World Relays | Nassau  | sztafeta 4 × 800 metrów | 1. miejsce | 7:08,40 |